# Браницка епархия
 Тази статия е за историческата и титулярната епархия на Българската православна църква.  За действащата епархия на Сръбската православна църква вижте Браничевска епархия.  
Браницката епархия е титулярна епископия на Българската православна църква – Българска патриаршия.

## История
От Х до началото на XI век, Браничево е катедра на епископ на Българската патриаршия. След унищожението на българската държава в 1018 година, градът е резиденция на византийски управителя. През XIII век град последователно попада във властта на българи, унгарци и сърби, а през XIV век пада окончателно, като на негово име започва да се обозначава цялата област между Морава и Млава.
На 21 април 1874 година за браницки епискап е ръкоположен Климент и епархията е възстановена като титулярна на Българската екзархия.
На 30 август 1921 година Сръбската православна църква възстановява в Кралството на сърби, хървати и словенци Браничевската епархия като действаща.

## Титулярни браницки епископи
| Име        | Управление                          |                                                           |
| ---------- | ----------------------------------- | --------------------------------------------------------- |
| Климент I  | 21 април 1874 – 27 май 1884         | в търновски м.                                            |
| Лазар      | декември 1894 – май 1895            | от католически саталски т.е., в католически саталски т.е. |
| Неофит     | 10 февруари 1902 – 14 август 1908 † |                                                           |
| Климент II | 8 март 1909 - 19 януари 1914        | във врачански м.                                          |
| Максим I   | 20 април 1924 – 13 февруари 1948 †  |                                                           |
| Максим II  | 30 декември 1956 - 30 октомври 1960 | в ловчански м.                                            |
| Герасим    | 17 ноември 1968 – 25 май 1995 †     |                                                           |
| Амвросий   | 1 октомври 1998 – 17 януари 2010    | в доростолски м.                                          |
| Григорий   | 29 октомври 2010 – 12 март 2017     | във врачански м.                                          |
| Пахомий    | 19 октомври 2021 – 9 февруари 2025  | във видински м.                                           |
| Йоан       | 1 юли 2025                          |                                                           |

## Моравска епархия
Градът Моровиск в средновековието е бил разположен на Дунав, при устието на река Морава, между Белград и Браничево. На църковния събор в Цариград в 879 година присъства епископ Агатон Моравски. Моравската епископия е изброена в грамотите на император Василий ІІ. По-късно тя се слята с Браничевската епархия.
Титулярни моравски епископи
| Име              | Управление                       |                            |
| ---------------- | -------------------------------- | -------------------------- |
| Борис (Георгиев) | 5 август 1910 – 10 декември 1910 | в охридски и преспански м. |